# Die Jugger – Kampf der Besten
Die Jugger – Kampf der Besten ist ein australischer, in einer postapokalyptischen Zeit spielender, dystopischer Endzeitfilm von David Webb Peoples aus dem Jahr 1989. Er diente als Inspiration für die Sportart Jugger. Der Film startete am 4. Januar 1990 in den deutschen Kinos.

## Rahmenbedingungen

### „Das Spiel“
Die modernen Gladiatoren des 23. Jahrhunderts sind die Jugger, die nomadengleich mit ihrer Ausrüstung von Dorf zu Dorf ziehen, um „Das Spiel“ gegen die Juggermannschaft des jeweiligen Dorfes zu spielen. Bei dem Spiel handelt es sich um eine Art Rugby, in einer besonders brutalen Form. Die Spielregeln sind einfach: Auf jeder Seite eines freien Platzes werden zwei Zielstöcke von ca. 50 cm in den Boden geschlagen. Das Spiel beginnt in der Mitte, wo ein Kreis gezogen und ein mehr oder weniger dekorierter (von der Armut des Dorfes abhängig) Hundeschädel in die Kreismitte gelegt wird. Jede Mannschaft besteht aus drei Schlägern (mit Stangen ausgerüstet), einem Verteidiger (mit Kette/n an einem Stab) und einem Läufer (meist klein, schnell und wendig). Allein dem Läufer ist es erlaubt, den Schädel mit den Händen zu berühren, zu tragen und auf den Zielstab zu spießen. Spielzeit sind maximal „3 Runden à 100 Steine“: Ein am Kampfgeschehen Unbeteiligter hat drei Haufen mit jeweils hundert Steinen vor sich. Eine Runde ist beendet, wenn alle Steine eines Haufens gegen ein an einem Dreibein aufgehängtes Blech geworfen wurden. Das Spiel beginnt mit der Ankündigung des Werfers: „Hundert Steine! Drei Mal!“ und dem kurz darauf folgenden ersten Steinwurf. Danach gehen die Kontrahenten mit ihren „Waffen“ aufeinander los. Jeder Kämpfer, der sich dabei „freispielt“, kann im Spielgeschehen frei agieren, außer den Schädel zu platzieren. Gewinner ist das Team, dessen Läufer es schafft, den Schädel auf dem gegnerischen Mal aufzuspießen.
Das Spiel sieht, nach einer Art Ehrenkodex, keine absichtlichen Verletzungen vor. Da die getragene Schutzkleidung sich allerdings aus alten Materialien wie zum Beispiel Autoreifenteilen, Ketten und Stöcken zusammensetzt, bleiben Platzwunden, Knochenbrüche oder aber der Verlust des Augenlichts bei den Spielern nicht aus. Zudem gibt es keinen Schiedsrichter. Die Siegermannschaft eines Spieles erhält von dem Verlierer den Hundeschädel, um den gespielt wurde, und eine nicht näher beschriebene Anzahl von Wertgegenständen (insbesondere seltene Steine, feinmechanische Erzeugnisse und Zigaretten). Am Abend nach dem Spiel erfolgt zudem ein Fest, bei dem die Sieger mit Alkohol, Essen und Sexualpartnern entlohnt werden.

### Die Herrscher
Nicht alle Menschen dieser Epoche leben in Armut. Die Herrscher der „Neun Städte“, der letzten Großstädte (unter der Erde), genießen Macht und Ansehen als gefürchtete Monarchen dieser Zeit. Zum Amüsement unterhalten sie ihre eigenen Jugger, welche in „Der Liga“ zusammengefasst sind und in Turnieren gegeneinander antreten. Diese Teams beinhalten die besttrainierten und -umsorgten Spieler und stellen die Elite des Sports dar. Neue Spieler werden durch „Herausforderungen“ rekrutiert. Dazu muss eine Gruppe von Juggern in einer gewissen Anzahl von Hundestädten gekämpft und gewonnen haben und die so erworbenen Schädel einem Gremium vorlegen. Dieses entscheidet daraufhin aufgrund der Schädel und Statur der Teammitglieder, ob diese als Herausforderer akzeptiert werden, um danach gegen ein Team der Liga antreten zu dürfen.

## Handlung
Die Welt in einer fernen Zukunft nach dem apokalyptischen Atomkrieg. Die Erdoberfläche ist verwüstet; es existieren keine Großstädte mehr. Die meisten Menschen hausen in ärmlichen Dörfern, Hundestädte genannt.
Der Jugger Sallow ist, was Das Spiel angeht, ein Veteran. Er war in jungen Jahren in die Liga aufgenommen worden, nachdem er und sein damaliges Team es bei einer Herausforderung zustande brachten, 26 Steine lang durchzuhalten. Das einzige Team dem dies bis dahin je gelang. Aus dieser wurde er jedoch ausgestoßen und aus der „Roten Stadt“ gejagt, nachdem er sich mit der Geliebten eines mächtigen „Overlord“ eingelassen hatte und dieses Verhältnis an die Öffentlichkeit trug. Seither zieht er mit seiner Mannschaft durch die Hundestädte, um damit seinen Lebensunterhalt zu bestreiten.
Der Film beginnt mit der Ankunft von Sallows Team in der Hundestadt Samchin und der Vorbereitung zu einem Spiel. Bei diesem wird Sallows Läufer „Dog-Boy“ durch den Läufer der gegnerischen Mannschaft am Bein verletzt. Dieser kann trotz dieser Schädigung dennoch den Läufer am Platzieren hindern und diesen sogar außer Gefecht setzen. Das aufstrebende Bauernmädchen Kidda, das schon lange auf eine Chance gewartet hat, der Tristesse ihres Dorfes zu entkommen, lässt sich für die zweite Runde einwechseln und verletzt Dog-Boy absichtlich schwer am schon vorgeschädigten Bein. Dieser lässt sich jedoch durch den Teambegleiter, einen alten Aborigine, nochmals anspornen. So motiviert entscheidet er, nachdem das Bauernmädchen durch einen Schläger ausgeschaltet wurde, das Spiel für seine Mannschaft. Nach dem Aufbruch aus Samchin folgt Kidda dem Team und bietet sich nun als Ersatz an. Sallow lehnt zuerst ab, stimmt nachträglich jedoch zu, als er erkennt, dass sein Läufer zu schwer verletzt ist, um noch einmal an einem Spiel teilnehmen zu können.
Durch Sallows Anweisungen und durch die daraufhin erworbene Spielpraxis entwickelt sich das Bauernmädchen schnell zu einer guten Spielerin. Einige Zeit nach der Eingewöhnung sorgt Kidda und mit ihr Young Gar für den ersten Verdruss bei den anderen Mitgliedern der Mannschaft, weil sie Sallow vorschlägt, gegen die Spieler der Liga anzutreten. Sallow lehnt dies kategorisch ab, da er annimmt, dass eine Herausforderung wegen seiner Vergangenheit nicht angenommen wird. Außerdem kennt er die Härte des Spiels in der Großstadt.
Kidda bedrängt den Teamchef immer wieder, es wenigstens zu versuchen. Nach reiflicher Überlegung des von Kidda angestoßenen Gedankens und angespornt durch ein während eines Spiels verlorenes Auge, beschließt Sallow nun doch das Ligateam der roten Stadt herauszufordern.
Die zwei am längsten im Team befindlichen Mitglieder (abgesehen von Sallow) Mbulu und Big Cimber verweigern sich zuerst dem neu eingeschlagenen Pfad ihres Kameraden, doch dessen stures Verhalten zwingt sie zum Einlenken.
Am Eingang – einem großen Lastenaufzug der in die Tiefen der Stadt führt – liefern sie den erforderlichen Obolus in Form von Zahnrädern an die Wachen ab, um die Stadt betreten zu dürfen. Nach einer mehrere Stunden dauernden Fahrt im Aufzug gelangen sie in eine düstere, unterirdische Umgebung, die nur aus Gängen und Hallen zu bestehen scheint.
Die in der Stadt vorgebrachte Herausforderung scheint zuerst nicht angenommen zu werden, doch der damals von Sallow beleidigte „Lord Vile“ sorgt für die Annahme. Er hofft so seine Rache vollenden zu können, indem er den alten Teamkameraden von Sallow „Gonzo, den Schläger“ darauf ansetzt, dessen Beine zu brechen und das verbliebene Auge zu zerstören.
Sallows Team beginnt den Kampf in einer menschenleeren Arena; da Herausforderungen sowieso nur wenige Steine dauern, besteht kein Interesse bei der Bevölkerung; nur Lord Vile und seine Geliebte die nicht weiß, dass Sallow spielen wird, schauen zu.
Gonzo der auf Sallow angesetzt wurde will seinen ehemaligen Kameraden nicht verletzen und lässt diesen von einem Spieler seines Teams „pinnen“ (am Boden halten). Währenddessen schlägt sich Kidda tapfer gegen den von ihren Fähigkeiten überraschten Gegenspieler. Auch Mbulu, Big Cimber und Young Gar halten die Gegner in Schach.
Ein kleiner Junge, der zufällig Zeuge des Kampfes in der ansonsten menschenleeren Arena wird, eilt durch die Gassen der Stadt und informiert die anderen Stadtbewohner aufgelöst darüber, dass eine Mannschaft von Herausforderern nach „60 Steinen“ immer noch auf den Beinen steht. Diese Nachricht geht wie ein Lauffeuer durch die unterirdische Stadt und die Ränge der Arena füllen sich in kürzester Zeit zum Bersten.
Die erste Runde endet nach hundert Steinen mit einem Unentschieden. Während die Jugger der Roten Stadt nun ihre Ersatzspieler gegen die Verletzten austauschen, sieht es im ersten Moment so aus, als sei das Spiel für die Herausforderer gelaufen, da Big Cimber ein gebrochenes Bein hat. Kurzerhand springt der Teambegleiter für sie ein.
Lord Vile ist erbost über Gonzos Verrat im Bezug auf seine Anweisungen, woraufhin dieser ihm versichert, dass er dem Ganzen nun ein schnelles Ende setzen wird.
Nach dem Entscheidungskampf der ehemaligen Kameraden, aus dem Sallow als Sieger hervorgeht, platziert Kidda unter tosendem Jubel der Massen den Schädel.
Kidda, Mbulu und Young Gar werden in die Liga aufgenommen. Der inzwischen wieder gefasste Lord lässt Sallow ziehen in der Gewissheit, dass es für einen solch professionellen Spieler eine Schmach sei, für den Rest seines Lebens oder bis er vollkommen blind ist in Hundestädten zu spielen. Sallow verlässt mit seinen verbliebenen Kameraden die Stadt.
Letzte Szene des Films ist das Zusammentreffen von Sallow, Big Cimber und drei neuen Spielern gegen eine Gruppe furchteinflößend aussehender Jugger, die im aufkommenden Qualm/Nebel nur schemenhaft zu erkennen sind, und der Aussage von Sallow zu seinem neuen Läufer: „Spiele hart, dann vergisst du die Angst“.

## Trivia
In einer Nebenrolle als einer der Spieler in der Roten Stadt ist Richard Norton zu sehen.
Der Film wurde genau wie Mad Max – Jenseits der Donnerkuppel und Pitch Black – Planet der Finsternis in Coober Pedy gedreht.
In der 90 Minuten dauernden amerikanischen Version scrollen die Namen der Schauspieler und der Crew am Ende des letzten Kampfes in der Roten Stadt über den Bildschirm und die Dialoge werden von Musik überdeckt. In der 104-minütigen europäischen Version wird das Ende des Films wie oben beschrieben gezeigt.
Der Film war von 1990 bis 2015 indiziert.